# Tauern (Gemeinde Ossiach)

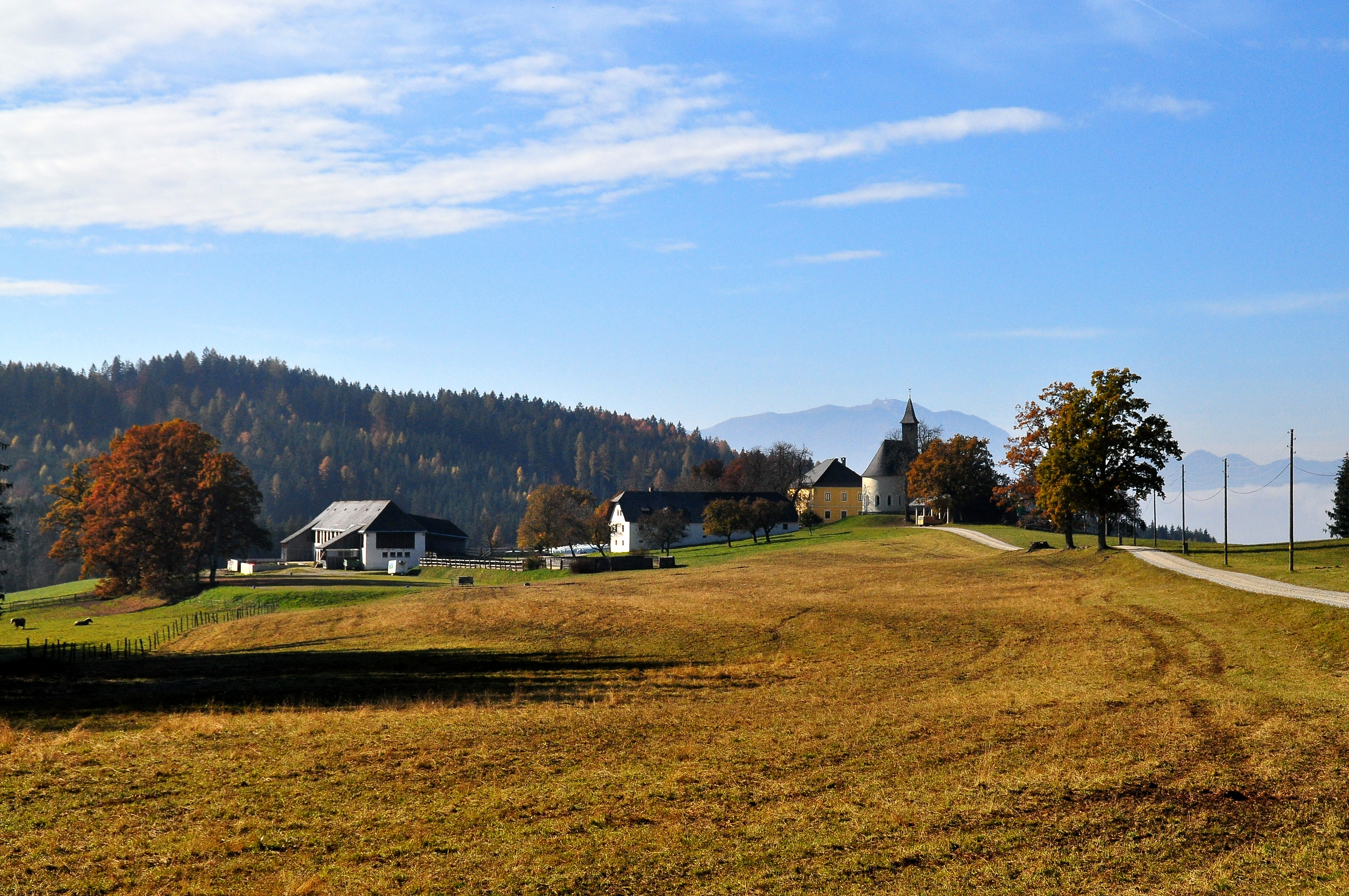
Aufzuchtbetrieb mit Kirche

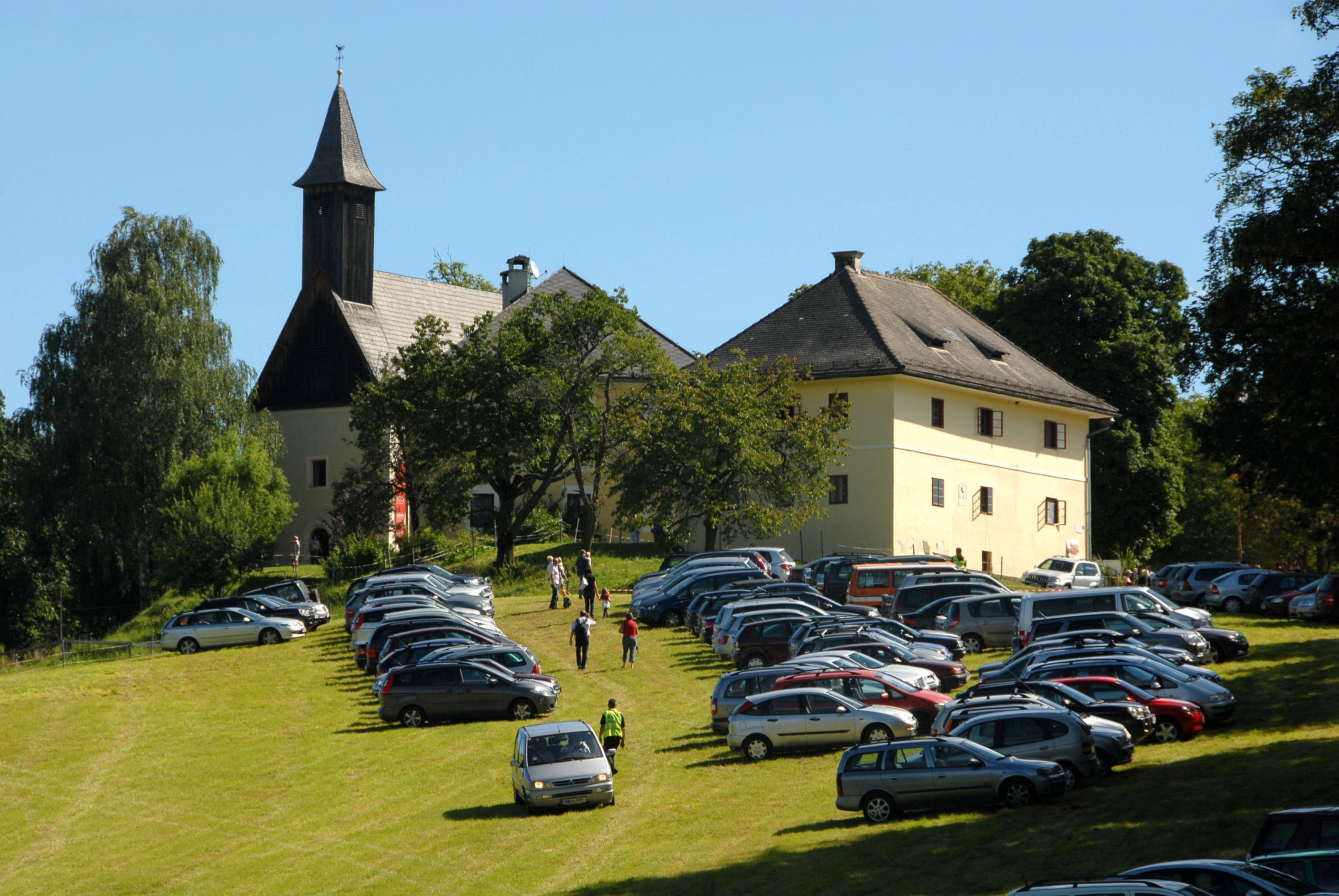
Weiler

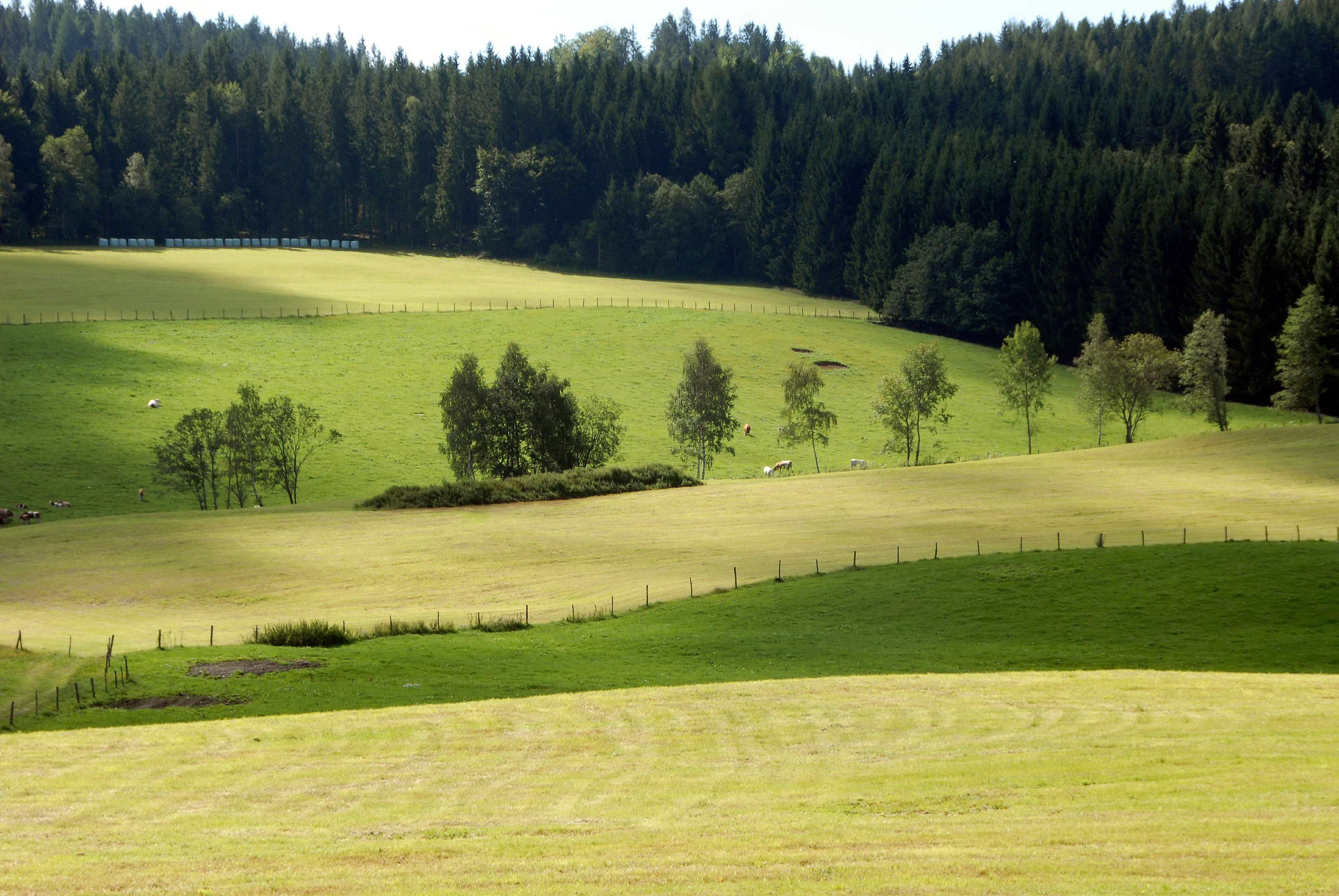
Weideland bei Tauern

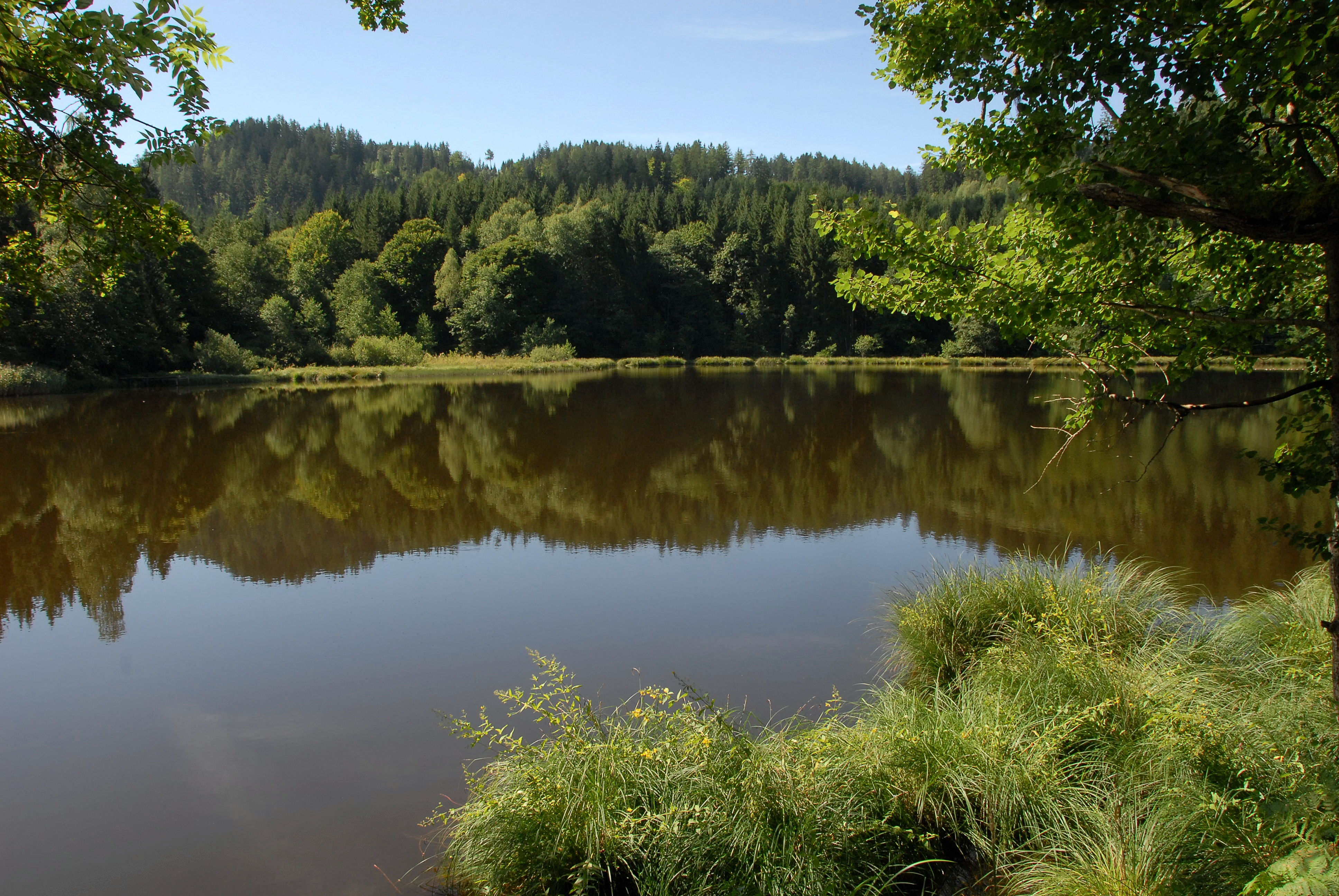
Tauern-Teich

Der Weiler Tauern gehört zur Gemeinde Ossiach in Kärnten, Österreich. Er liegt südöstlich von Ossiach in 926 m Seehöhe auf dem Ossiacher Tauern und hat 7 Einwohner (Stand: 1. Jänner 2024).

## Filialkirche Heiliger Antonius
Die Tauernkirche am Ossiacher Tauern ist die einzig verbliebene Filialkirche des Stiftes Ossiach, da die Filialkirchen von Heiligen Gestade, etwa 1 km westlich, und Sankt Georgen, etwa ebenso weit östlich von Ossiach, sowie St. Peter auf dem gegenüberliegenden Seeufer, wegen des schlechten Baugrundes rund um den See längst zugrunde gegangen sind.
Diese Kirche wurde 1290 erstmals als Thomaskirche erwähnt, 1519 folgte ein weitgehender Neubau in spätgotischen Formen durch Magister Johannes, den Abt Caspar Rainer Anfang des 17. Jahrhunderts frühbarock erneuern ließ. Dennoch sind die zahlreichen Fenster spitzbogig, während West- und Südportal Rundbogen besitzen und durch Kehlungen eine angemessene Belebung erhielten.
An das saalartige Schiff schließt ostseitig in gleicher Breite eine Rundapsis an, wogegen das West-Ende des Schiffes durch eine Wand als Vorhalle und darüber als Empore abgetrennt ist. Über diesem Raumteil erhebt sich der Dachreiter mit Pyramidenhelm.

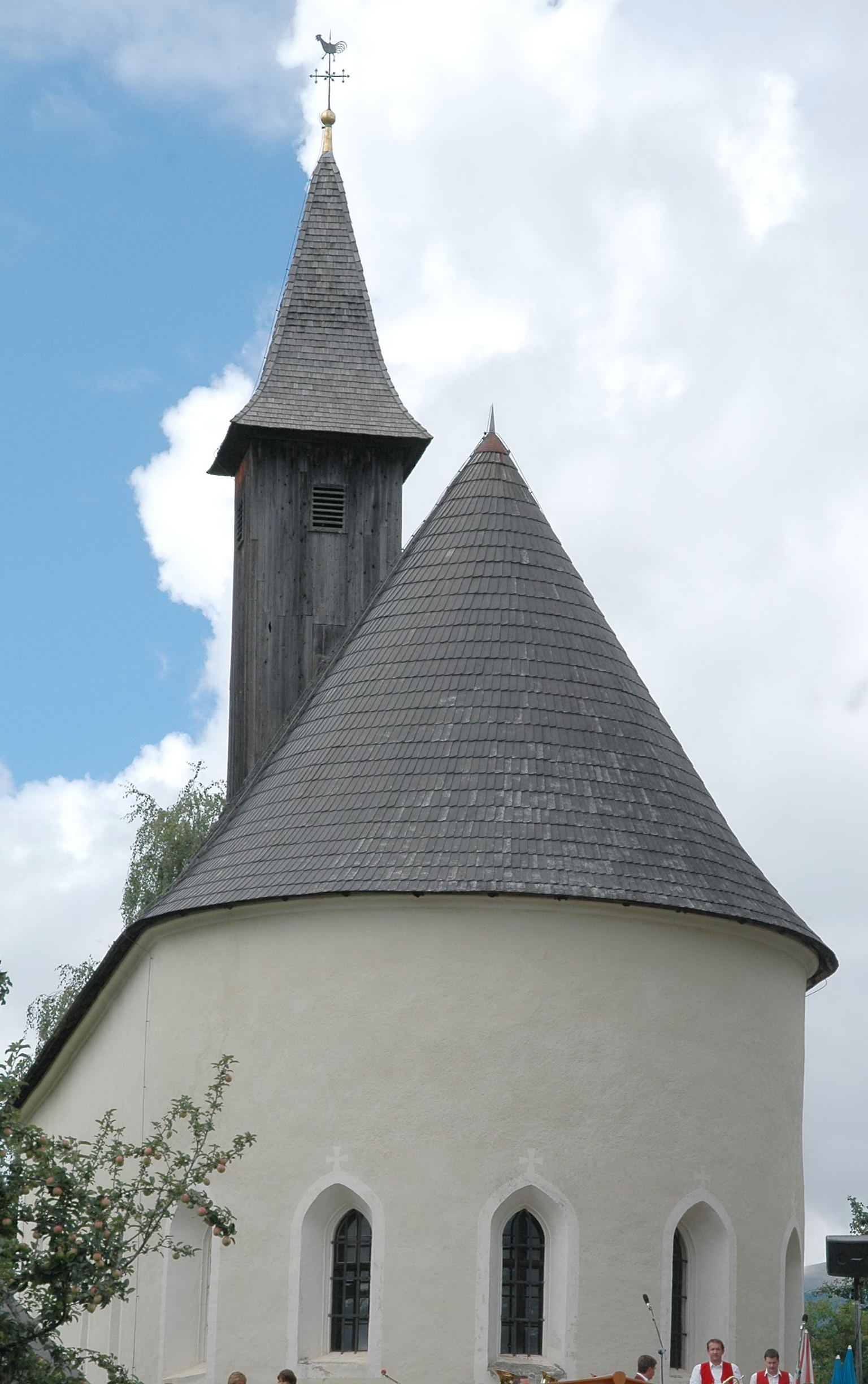
Tauernkirche
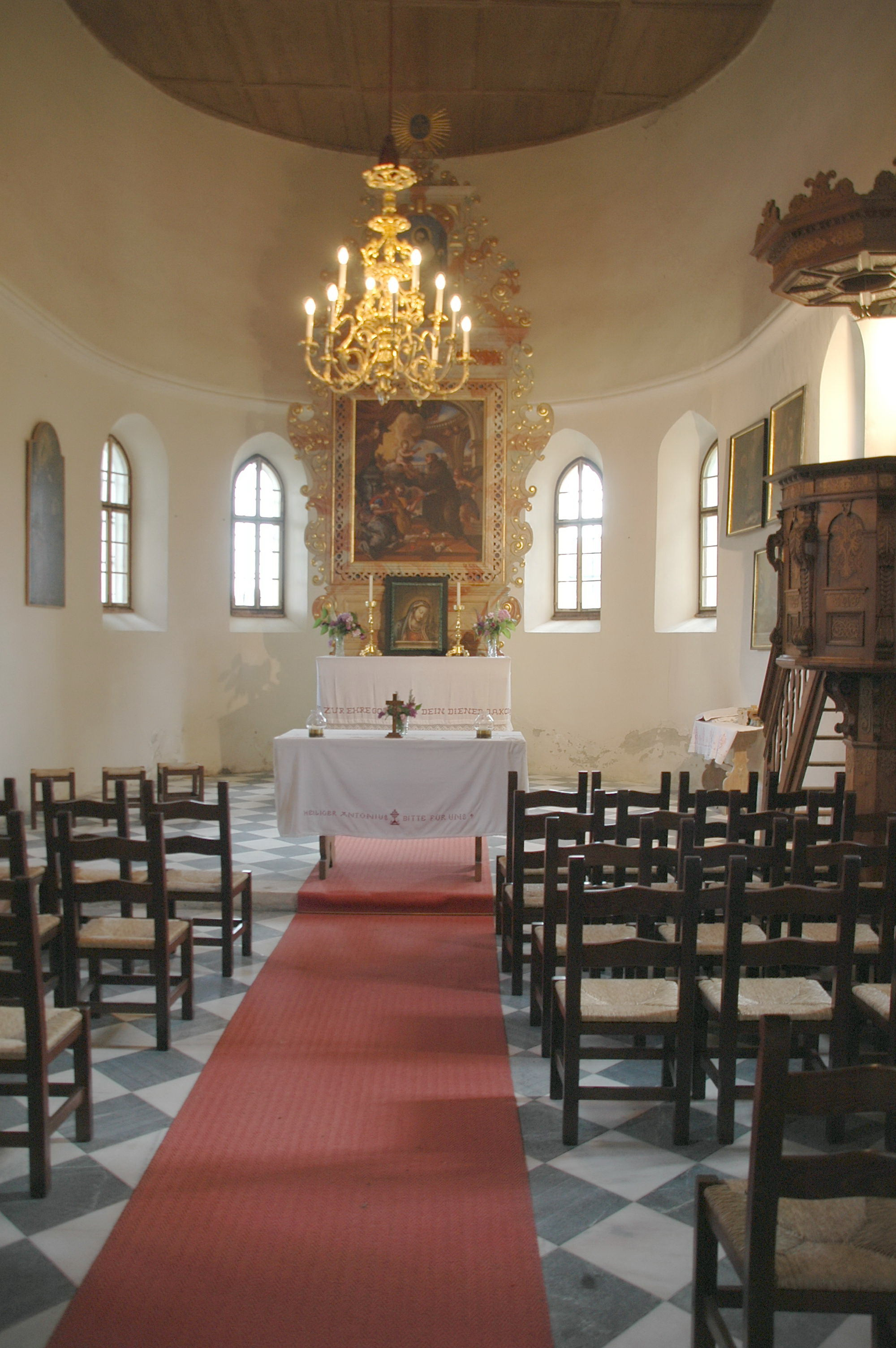
Innenraum der Tauernkirche
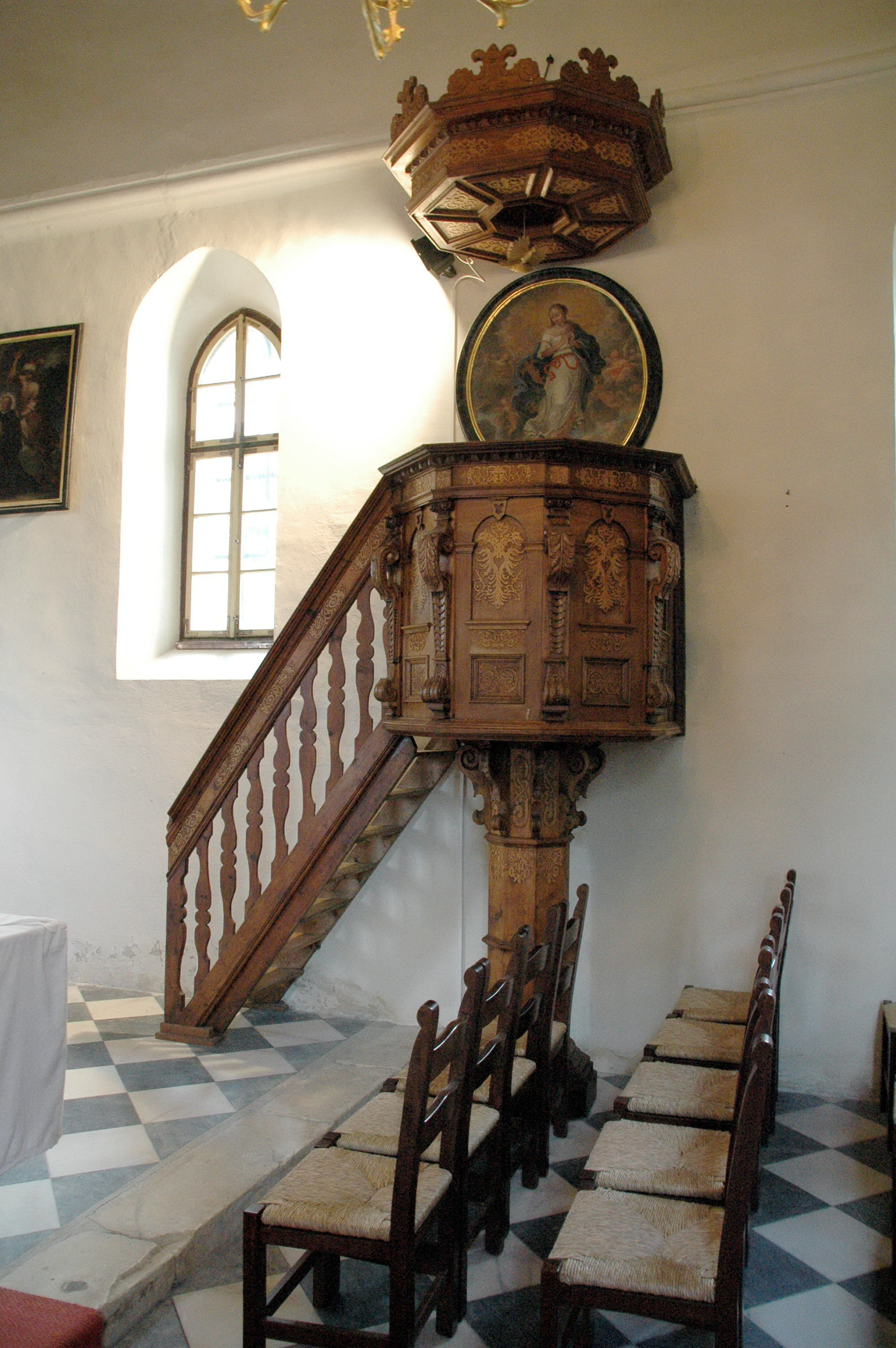
Kanzel in der Tauernkirche

Schiff und Apsis, ohne Triumphbogen ineinander übergehend, sind flach gedeckt. Diese Putzdecken werden durch ein Rundstabgesims in dezenter Weise gerahmt. Imposant ist der 1675 datierte, auffallend flach gehaltene Hochaltar. Sein frühbarockes Knorpelwerk ist weitgehend in hochbarocke Ranken umgewandelt. Das Altarbild von Sebastian Starnberger zeigt den heiligen Antonius mit dem göttlichen Kind. Das Aufsatzrelief hingegen – den heiligen Thomas darstellend – ist älter und stammt wahrscheinlich von dem vorhergehenden Hochaltar. Es verrät somit, dass das Thomaspatrozinium der Kirche nach dem Neubau im 16. und der Barockisierung zu Anfang des 17. Jahrhunderts weiter bestanden haben muss und die Kirche erst in der 2. Hälfte des 19. Jahrhunderts dem heiligen Antonius geweiht wurde. Flach gehalten ist überdies der 1767 datierte nordseitige Wandaltar. Ihn schmücken trotz der Entstehung in der 2. Hälfte des 17. Jahrhunderts Laub- und Bandelwerkornamente. Sein Altarbild zwischen Volutenpilastern stellt die heiligen Bauernpatrone Isidor und Notburga dar, das Aufsatzbild zeigt den heiligen Oswald, gleichfalls aus dem 17. Jahrhundert stammt der Tabernakel. Dasselbe gilt für die Kanzel, deren polygonaler Korb mit Volutenpilastern und flach gehaltenen Schnitzornamenten auf einer hölzernen Säule steht. Der Schalldeckel ist ohne erwähnenswerten Schmuck. Im Kirchenschiff hängen etliche großformatige Gemälde des 17. Jahrhunderts, die alle dem Meister des Hochaltarbildes zugeschrieben werden. Sie stellen die Auferstehung Christi, die Himmelfahrt der Gottesmutter und das Pfingstfest dar. Nur ein Gemälde stammt aus dem 18. Jahrhundert: es zeigt die auf der Mondsichel stehende Himmelskönigin.
Bis in die 1950er Jahre fanden noch Wallfahrten und Bittprozessionen zu Antoni (13. Juni) von Köstenberg, Glanhofen-St. Nikolai und Ossiach statt, seit den 1980er Jahren ist das alljährliche Tauernfest der Nachbarschaften, welches im Juni stattfindet, wieder zu beliebter Tradition geworden.

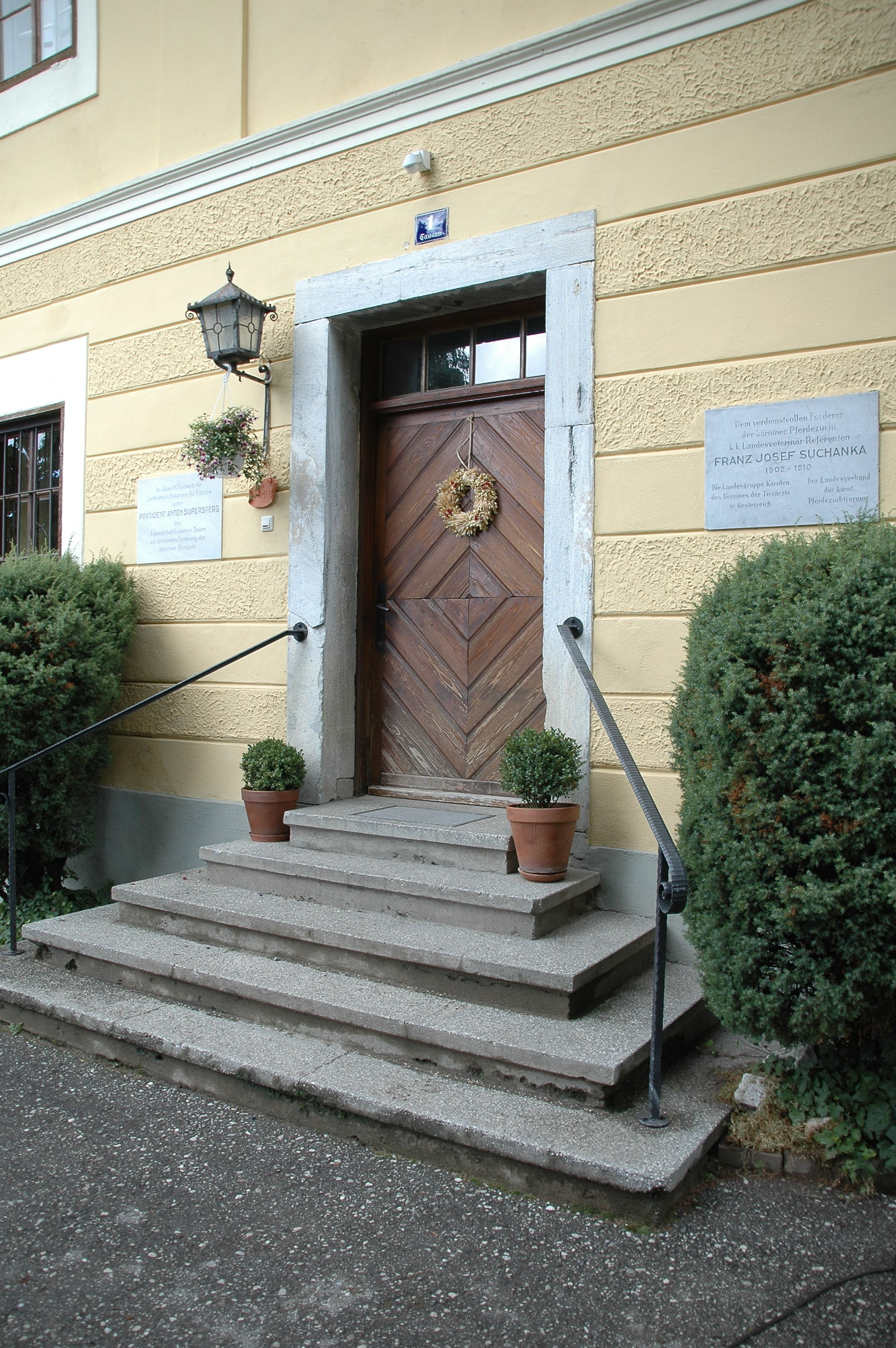
Eingang des Meiereihauses in Tauern

## Die Tauernsage
In einer Vollmondnacht fuhr ein Fischer mit seiner Braut über den Ossiacher See, plötzlich tauchte eine Nixe aus dem Wasser auf und beobachtete neidisch das verliebte Paar. Als der Fischer in der nächsten Nacht alleine über den See ruderte, hörte er einen wunderschönen Gesang, er hielt an und schon stieg ein Weib von blendender Schönheit zu ihm in den Kahn und er vergaß Treue und Heimat in den Armen der schönen Nixe. 
Die folgenden Nächte zeigte sie sich dann nicht mehr, erst wieder in der nächsten Vollmondnacht stieg sie wieder zu ihm ins Boot, erwies sich aber abweisend, worauf sie der Fischer ins dunkle Wasser stieß. Beleidigt wollte die Nixe Rache an den Menschen nehmen, betäubte den Wassermann mit einem Trunk, öffnete die Schleusen, sodass ringsum alles Land unter den Fluten versank.
Als Strafe musste sie dafür bei den Menschen schwere Arbeit verrichten und erst, wenn sie so viele Tränen geweint habe, dass der Mörtel für den Bau der Tauernkirche damit abgerührt werden konnte, durfte sie ins Reich des Wassermannes zurückkehren.

## Gut Ossiacher Tauern

### Meiereihaus
Südlich der Kirche steht das von Caspar Rainer errichtete Meiereihaus, das sein Wappen trägt und welches in erster Linie der Versorgung des Klosters diente. Im Jahre 1783 ging mit dem Stift Ossiach auch der Tauernberg in den Besitz des Staates über.

### Aufzuchthof
Im Jahre 1934 erwarb die Landwirtschaftskammer für Kärnten unter Präsident Anton Supersberg den Aufzuchthof Ossiacher Tauern zur bleibenden Förderung der Kärntner Tierzucht.

## Veranstaltung
- Das Kärntner Rindfleischfest am Gut Ossiacher Tauern geht jedes Jahr an einem Sonntag Mitte August über die Bühne. Vielen Besuchern werden Köstlichkeiten rund um das Rindfleisch sowie ein unterhaltsames Rahmenprogramm geboten.
- 2023 wurde der Carinthische Sommer am Ossiacher Tauern von Vizekanzler Werner Kogler mit einer Oper von Antonio Fian und Wolfgang Puschnig nach der Sage der Nixe vom Tauern-Teich unter Leitung von Jury Everhartz eröffnet.[2]